# Pozonia andujari
Pozonia andujari är en spindelart som beskrevs av Alayón 2007. Pozonia andujari ingår i släktet Pozonia och familjen hjulspindlar. Inga underarter finns listade i Catalogue of Life.